# Период Исина и Ларсы
Период Исина и Ларсы — период истории Древней Месопотамии (южной её части), датируемый XX—XIX веками до н. э. (ок. 2003—1813 год до н. э.); является частью старовавилонского периода. Характеризуется политическими и культурными изменениями, обусловленными крушением Державы III династии Ура, расселением амореев и доминированием локальных царств, боровшихся за гегемонию в своих областях.

## Предыстория
Ослабление Шумеро-Аккадского царства вследствие внутренних противоречий наложилось на сложный внешнеполитический фон. Натиск соседних племён, в первую очередь амореев, усилился; в правление Ибби-Суэна держава начала стремительно утрачивать территории. Уже в 3-й год правления Ибби-Суэна отпала Эшнунна, затем — Лагаш, Умма, Ниппур и другие города. Мятеж сановника Ишби-Эрры, укрепившегося в Исине, серьёзно ухудшил положение центральной власти; Ишби-Эрра объявил себя царём Шумера и Аккада и стал захватывать города в самом сердце страны. Решающий удар нанесли недавно получившие независимость эламиты; опираясь на союз с хурритскими племенами они около 2003 г. до н. э. разрушили столицу державы, Ур, и низложили его III династию.

## Политическая история в XX веке до н. э. Гегемония I династии Исина

### Шумер и Аккад
С падением Ура столица Шумеро-Аккадского царства формально переместилась в Исин, а титулатура урских правителей перешла к Ишби-Эрре и его потомкам (I династия Исина). Достичь могущества времён III династии Ура царству уже не удалось; власть Исина не распространялась на ряд важнейших номов страны — таких как Лагаш, Умма и соседние с ними города, не говоря о центрах Верхней Месопотамии (за исключением Мари). Тем временем, земли Шумера и Аккада постепенно переходили под контроль различных племён амореев: племя ну́мхум расселилось в центре Нижней Месопотамии (недалеко от Ниппура); мутия́баль и ямутба́ла — вдоль Тигра и за Тигром; в Нижней Месопотамии также кочевали амнанум, я́хрурум и раба́бум, являвшиеся отдельными группами племён ханейцев и бини-ямина, обитавших на Среднем Евфрате. Ок. 1996 г. до н. э. Ишби-Эрра вернул контроль над Уром, а его преемник Шуилишу (1984—1975 гг. до н. э.) вновь сделал его столицей. Этот же царь и его преемник, Иддин-Даган (1974—1954 гг. до н. э.) совершали походы в долину Диялы, ненадолго покоряя местные государства. В правление Ишме-Дагана (1953—1935 гг. до н. э.) I династия Исина достигла пика могущества; впрочем, есть сведения, что от какой-то аморейской группы Ишме-Даган понёс серьёзное поражение под Кишем. В правление Липит-Иштара (ок. 1935—1924 гг. до н. э.) положение Шумеро-Аккадского царства осложнилось; некое аморейское племя (амнанум?) укрепилось в стратегическом важном городе Ларсе и нанесло поражение исинскому царю; со временем Гунгунум (ок. 1933—1906 гг. до н. э.), представитель этого племени, захватил Ур и принял титул «царь Шумера и Аккада». Преемник Гунгунума, Абисарихи (ок. 1906—1895 гг. до н. э.), на время отвоевал у исинского Ур-Нинурты (ок. 1924—1896 гг. до н. э.) значительную часть территории, но в последовавшей войне между Исином и Ларсой обе стороны понесли серьёзный ущерб и вступили в период внутренней нестабильности, чем воспользовались амореи.

### Долина Диялы
Ещё до падения Ура области в долине Диялы стали отделяться от Шумеро-Аккадского царства. К началу старовавилонского периода в Эшнунне правила своя аккадская династия — потомки отложившегося от Ура Ильшуилии. Ещё одним важным центром этого времени было государство Дер. Амореи в этом регионе были представлены частью племени идама́рац (другая часть населяла долину реки Хабур), закрепившейся к северу от Диялы (до холмов Джебель-Хамрин), а также племенами мутия́баль и ямутба́ла, обитавшими вдоль Тигра и за Тигром; однако первое время местные правители относительно успешно сдерживали натиск кочевников. Особенно сильным было государство с центром в Эшнунне; уже преемник Ильшуилии, Нур-ахум, отстроил стены города, нанёс поражение хурритам и эламитам и захватил Тутуб. Преемники Нур-ахума — Кирикири и Билалама также успешно сдерживали натиск амореев, одновременно поддерживая союз с Эламом. Могуществу Эшнунны был нанесён удар со стороны Шумеро-Аккадского царства: Шуилишу ненадолго удалось подчинить это государство. Спустя короткое время Эшнунну захватил царь Дера Ануммуттаббиль. Ответный поход Иддин-Дагана привел к покорению Дера и подчинению части долины Диялы Шумеро-Аккадскому царству. Однако власть Исина здесь была непрочной: достаточно скоро бывший наместник Дера в Эшнунне, Уцуравассу, провозгласил себя независимым правителем и распространил свою власть на всю долину реки Диялы.

### Средний Евфрат
Аморейские племена появились здесь ещё в предшествующую эпоху. В начале старовавилонского периода крупнейшими племенами здесь были: хане́йцы, бини-сим'áла и бини-ями́на; в долине реки Хабур кочевало племя идама́рац.

## Политическая история в XIX веке до н. э. Возникновение и борьба аморейских царств

### Образование аморейских царств
В условиях общей политической нестабильности амореи стали подчинять своему влиянию города Нижней Месопотамии, образуя многочисленные царства с нечёткими границами, отличные по структуре от традиционных шумеро-аккадских «номов». На севере Нижней Месопотамии (область Аккад), вероятно в самом начале XIX в. до н. э. возникло аморейское царство, включавшее Киш и предположительно Сиппар; около того же времени племя мутиябаль могло принять участие в создании сильного царства в округе Казаллу и Марада; неподалёку сформировалось государство с неизвестным центром (Элип? Акшак?), руководимое так называемой «династией Мананы»; ок. 1895 г. до н. э. племя яхрурум захватило Вавилон. На юге Нижней Месопотамии (область Шумер) племя рабабум создало царство Кисура—Шуруппак, а племя амнанум ок. 1865 г. до н. э. закрепилось в Уруке. Эфемерные аморейские образования возникали также и в долине Диялы.

### Шумер: преобладание Ларсы
Укрепление царств Ларсы, Киша, Казаллу и дальнейшее продвижение амореев — нанесли сильный удар по влиянию I династии Исина. Несмотря на временный захват Бур-Сином II Ларсы, действие пастушеских племён в северных номах свело этот его успех на нет. Аккад для Исина был потерян, власть местных царей за пределами родного нома отныне распространялась фактически лишь на Ниппур. Царь Ларсы Суму-Эль (ок. 1895—1866 гг. до н. э.), преемник Абисарихи, нанёс поражение царствам Киша и Казаллу, оставив Исин в тылу, захватил у последнего Ниппур, подчинил ряд других территорий в Шумере и принял прижизненное обожествление; отныне роль сильнейшего политического центра Шумера перешла к Ларсе. В правление Нур-Адада (ок. 1866—1850 гг. до н. э.) царство Ларсы пережило разрушительный набег неизвестных врагов и катастрофическое наводнение; в результате потрясений она потеряла часть территорий; возможно, что уже тогда аморейское племя амнанум захватило Урук, где закрепился некий Синкашид и его потомки. В правление Син-иддинама (ок. 1850—1843 гг. до н. э.) войска Ларсы совершили поход в долину Диялы, разрушив часть местных городов, и нанесли поражение престарелому Суму-ла-Элю, царю Вавилона. Син-иддинам отчасти восстановил влияние своего царства, однако после смерти этого правителя ослабление Ларсы продолжилось, чем воспользовались её соседи; против нового царя, Син-икишама, выступили Исин, Казаллу и Элам. Син-икишам сумел нанести поражение Казаллу и временно захватить этот город, однако исинский царь Замбия отвоевал у Ларсы Ниппур. Последовавший около 1836 г. до н. э. переворот возвёл на престол Ларсы Цилли-Адада, который смог вернуть Ниппур, но в последовавшей войне против царя Казаллу Мутибала потерял независимость; Ларса была захвачена войсками Казаллу. Против Мутибала и Цилли-Адада выступило племя ямутбала, вождь которого Кудурмабуг заключил союз с вавилонским царём Сабиумом. Нанеся поражение племени мутиябаль, Кудурмабуг поставил царём Ларсы своего сына Варад-Сина, а сам продолжил расширение территорий. В конце 30-х — начале 20-х гг. XIX в. до н. э. в Шумере продолжалась борьба ямутбалы и подконтрольных ей Ларсы и Ура против царей Исина; в конечном счёте последние потеряли Ниппур, но вероятно приобрели область Казаллу.

### Аккад: возвышение Вавилона
С ослаблением Исина, Аккад стал ареной нескончаемых войн между аморейскими племенами и царствами. В эту борьбу регулярно включались и южные государства, прежде всего Ларса. Так, в первой половине XIX века царь Абисарихи нанёс поражение государствам Киша и Казаллу. Далеко идущие последствия имело подчинение племенем яхрурум периферийного, но стратегически важного города Вавилон, откуда можно было со сравнительно меньшей затратой воинских сил контролировать верховья важнейших каналов, питающих всю Нижнюю Месопотамию. Уже вождь Сумуабум одновременно укреплял этот город и вёл войны с соседями, среди которых главным противником на долгие годы стало царство Казаллу. На начало XIX в. до н. э. приходится масштабный конфликт или череда столкновений с участием Казаллу, Ларсы, Киша, «династии Мананы», Вавилона и других образований. Подробности и последовательность этих событий неясны, однако источники упоминают о победе ларсского Суму-Эля над войсками Казаллу и Киша, со временем исчезают надписи и датировочные формулы царей аморейской династии Киша (Ашдуниярим, Аби-x-x, Явиум), титул «царь Киша» принимают представители «династии Мананы» (Абди-Эрах и др.), вавилонский царь Сумуабум (ок. 1895—1881 гг. до н. э.) захватывает Дильбат, Элип/Кибальмашду и наносит поражение Казаллу. Поражение крупнейших аморейских царств Аккада вывело Вавилон на лидирующие позиции в этой области. В правление Суму-ла-Эля (ок. 1881—1845 гг. до н. э.), царя Вавилона, возобновилась война этого государства с Казаллу, которая шла с переменным успехом: царь Казаллу Алумбиуму несколько раз отвоёвывал у Суму-ла-Эля Дильбат, но Вавилон смог закрепить этот город под своей властью. В 12-й год своего правления Суму-ла-Эль подчинил Киш; Сиппар попал в зависимость от вавилонского царя. Новый правитель Казаллу, Яхцир-Эль, возобновил военные действия, однако Суму-ла-Эль нанёс поражение армии Казаллу, ненадолго захватил сам город и изгнал Яхцир-Эля оттуда. Победы Суму-ла-Эля сделали Вавилон сильнейшим государством в области Аккад. Тем временем, ослабление Ларсы привлекло внимание местных племён и царств, особенно Казаллу и связанного с ним племени мутиябаль. В процессе войн с Ларсой, царь Казаллу Мутибал даже смог захватить этот город, однако столкнулся с противодействием племени ямутбала (вождь Кудурмабуг), заключившего союз с Вавилоном (царь Сабиум). В результате продолжения конфликта племя мутиябаль потерпело поражение, Казаллу подвергся разрушениям и сошёл с исторической сцены. К концу 20-х гг. бесспорным лидером в Аккаде было Вавилонское царство; закрепление этого статуса позволило его правителям обратить взор на юг, в Шумер.

### Долина Диялы: борьба за влияние и консолидация региона
В первые десятилетий XIX в. до н. э. регион представлял собой конгломерат многочисленных и, часто, эфемерных образований. Их центрами были города: Эшнунна, Тутуб, Малгиум, Шадуппум, Узарлулу, Неребтум, Диниктум, Шадлаш и др. Наиболее значимыми были Эшнунна, Малгиум и особое аморейское государство в низовьях Диялы. В середине XIX века до н. э. царь Ларсы Син-иддинам нанёс поражение Малгиуму и разрушил часть городов в области Эшнунны. В середине — второй половины XIX в. до н. э. сильнейшими соперниками в борьбе за лидерство в регионе были Эшнунна (цари Белакум, Ибаль-пи-Эль I, Ипик-Адад II) и особое государство в низовьях Диялы (цари Хамми-душур и Син-абушу); в результате борьбы между этими образованиями, победа осталась за Эшнунной. С правлением Ипик-Адада II связана консолидация региона Диялы вокруг этого царства: датировочные формулы этого правителя повествуют о захвате как местных и северомесопотамских городов: Уннина, Ишме-Ашшур, Аррапха, Гасур (Нузи), Неребтум, Дур-Метуран, Рапикум, Халеб, о контроле над городами Варум и Тутуб. К концу XIX в. до н. э. Эшнунна превратилась в крупное и влиятельное государство.